# Pod Trlinou
Pod Trlinou este o arie protejată (arie specială de conservare — SAC, sit de importanță comunitară — SCI) din Republica Cehă întinsă pe o suprafață de 51,8 ha, integral pe uscat.

## Localizare
Centrul sitului Pod Trlinou este situat la coordonatele 49°52′25″N 16°56′27″E / 49.873611°N 16.940833°E.

## Înființare
Situl Pod Trlinou a fost declarat sit de importanță comunitară în noiembrie 2009 pentru a proteja un număr necunoscut de specii din flora spontană și fauna sălbatică aflate în arealul zonei. Situl a fost protejat și ca arie specială de conservare în iulie 2012.

## Biodiversitate
Situată în ecoregiunea continentală, aria protejată conține 1 habitat natural: Fânețe de joasă altitudine (Alopecurus pratensis, Sanguisorba officinalis).
La baza desemnării sitului se află un număr nedeclarat de specii protejate.